# بيدرو (جلغة بهاباد)
بیدرو (بالفارسية: بیدرو) هي قرية تقع في إيران في قسم جلغة الريفي.